# Новофедорівка (селище)
Новофе́дорівка (крим. Novofedorivka) — селище в Україні, в Євпаторійському районі Автономної Республіки Крим. Населення становить 6 584 особи. Орган місцевого самоврядування — Новофедорівська селищна рада.

## Географія
Розташоване в західній частині Кримського півострова, в безпосередній близькості від берега Каламітської затоки Чорного моря, за 7 км від міста Саки, та за 20 км від міста Євпаторія, а також за 56 км від міста Сімферополь.
Поблизу від селища знаходяться солоні озера — Кизил-Яр, Богайли, Сакське озеро.

## Населення
Населення — 6,5 тис. осіб (2011), з них: українців — 41 %, росіян — 36 %, проживають також кримські татари.
За даними перепису 2001 року населення села становило 5 620 осіб, з них 13,84 % зазначили рідною мову українську, 85,13 % — російську, а 1,03 % — іншу.

## Транспорт
Є військовий аеродром. Зв'язок з районним центром та іншими містами Криму здійснюється автомобільним транспортом. Залізнична гілка завдовжки 7 км пов'язує селище із залізничною станцією Прибережне, яка розташована на напрямку Євпаторія — Сімферополь. Морський причал може приймати невеликі вантажопасажирські судна.

## Історія
Ще у V столітті до н. е. на території селища знаходилося поселення давніх греків, археологічні розкопки якого в 1980-ті роки проводив кримський археолог С.Ланцов. До 1917 року на території селища знаходилося декілька будівель, дача «Яскраво-Червоний», господар якої Шевкопляс поставляв лікувальні грязі в Лівадію для лікування царевича Олексія.
У 1930-ті роки побудований один з польових (ґрунтових) аеродромів для Качинського училища військових льотчиків. Під час нацистської окупації було зроблене штучне покриття аеродрому, і після вигнання нацистських окупантів із Криму, в лютому 1945 року, аеродром прийняв літаки Черчилля та Рузвельта, які прибули на Ялтинську конференцію. У післявоєнний період тут був заснований авіаційний гарнізон «Саки-4».
Згідно з ухвалою ВР Криму від 12 грудня 1992 року на території авіаційного гарнізону «Саки-4» утворено смт Новофедорівку Оріхівської сільради, яке з 1995 року виділене в окрему селищну раду.

### Російсько-українська війна
9 серпня 2022 року біля Новофедорівки пролунали потужні вибухи на аеродромі російських окупантів. За повідомленнями місцевих мешканців стало відомо, що спочатку пролунали 4 вибухи, згодом з'явилась інформація про 6-7, а потім навіть — 15 потужних вибухів. Саме біля Новофедорівки розташований той самий військовий аеродром, звідки злітають винищувачі та бомбардувальники, які в ході широкомасштабного російського вторгнення в Україну атакують населенні пункти Південної України.

## Природно-ресурсний потенціал
Берегова лінія Чорного моря поблизу селища становить понад 2 км піщано-галечних пляжів, за 2 км від селища розташовані озера, багаті лікувальними грязями, і озера, де добувають кухонну сіль, а також ропу для хімічної промисловості.

## Економіка
На території селища розташований аеродром з відповідними службами забезпечення, авіаційні майстерні, автомайстерні, підприємства сфери обслуговування, АЗС та інші. Діє військторг з державною формою власності, 2 ТОВ, 23 суб'єкти підприємницької діяльності, які мають власну мережу підприємств живлення і торгівлі, а також декілька малих підприємств, які займаються виробничою діяльністю.

## Соціальна сфера
На території селища знаходяться загальноосвітня школа, фельдшерсько-акушерський пункт, база і будинок відпочинку, 2 бібліотеки, мережа готелів, відділення ощадного банку.

## Пам'ятники
У селищі встановлені пам'ятники:
- на алеї Героїв — 9 бронзових бюстів льотчиків, Героїв Радянського Союзу;
- бюсти матроса Івана Сердюкова та учасника Другої світової війни А.Кравченка;
- пам'ятник екіпажу Ту-22, який загинув в 1974 році при виконанні бойового завдання.

## Галерея

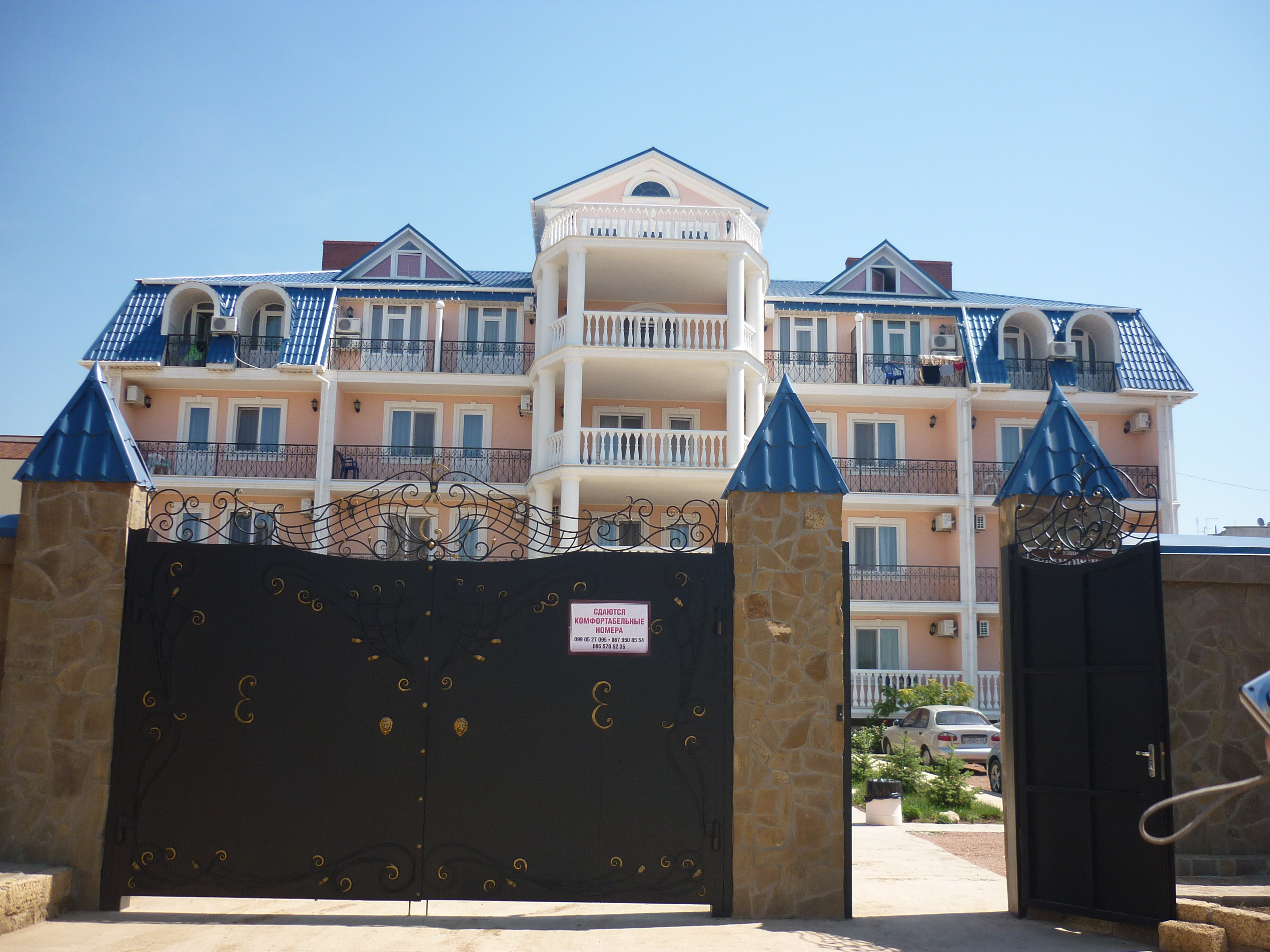
Сучасний готель
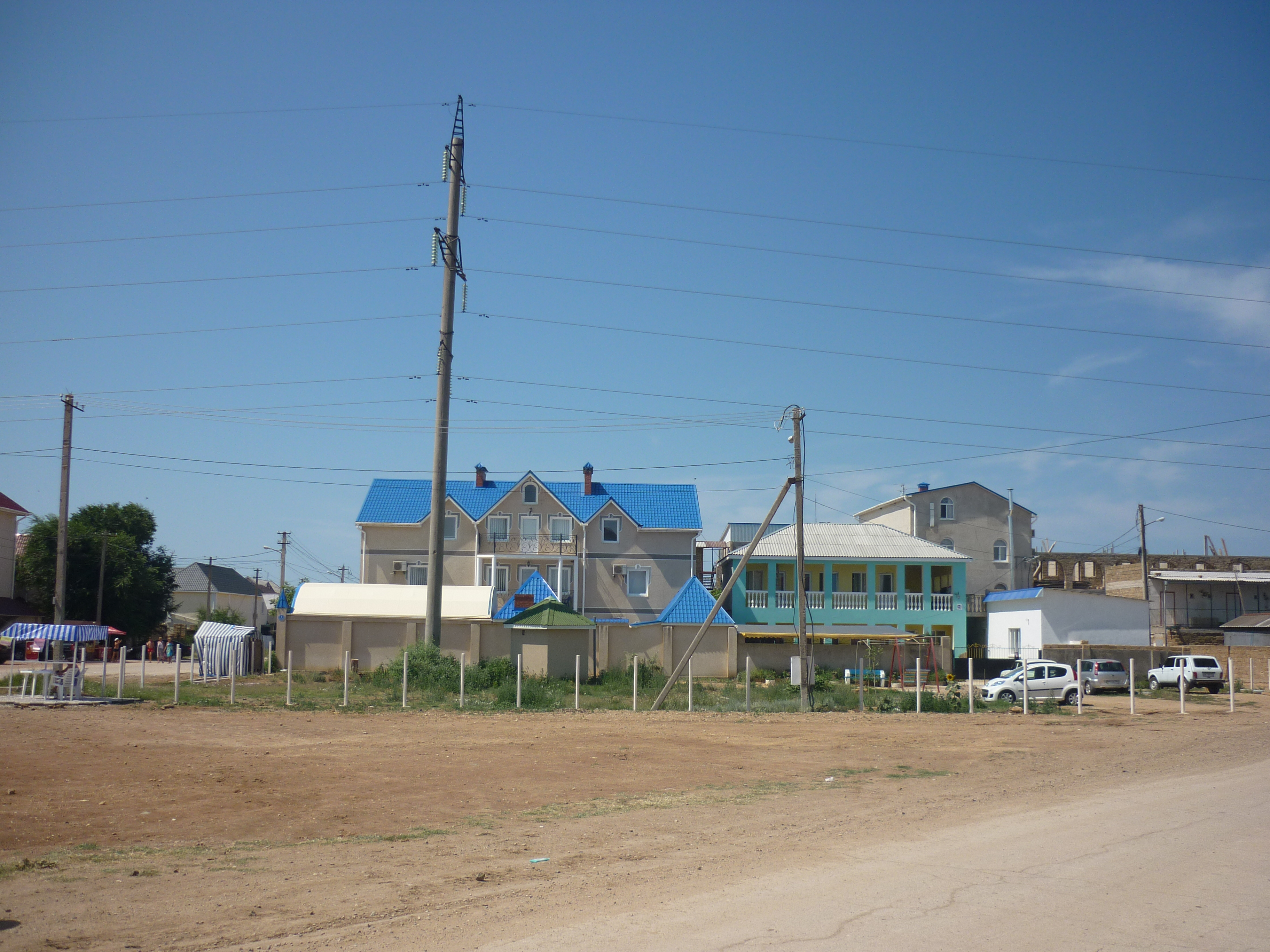
Готельні комплекси
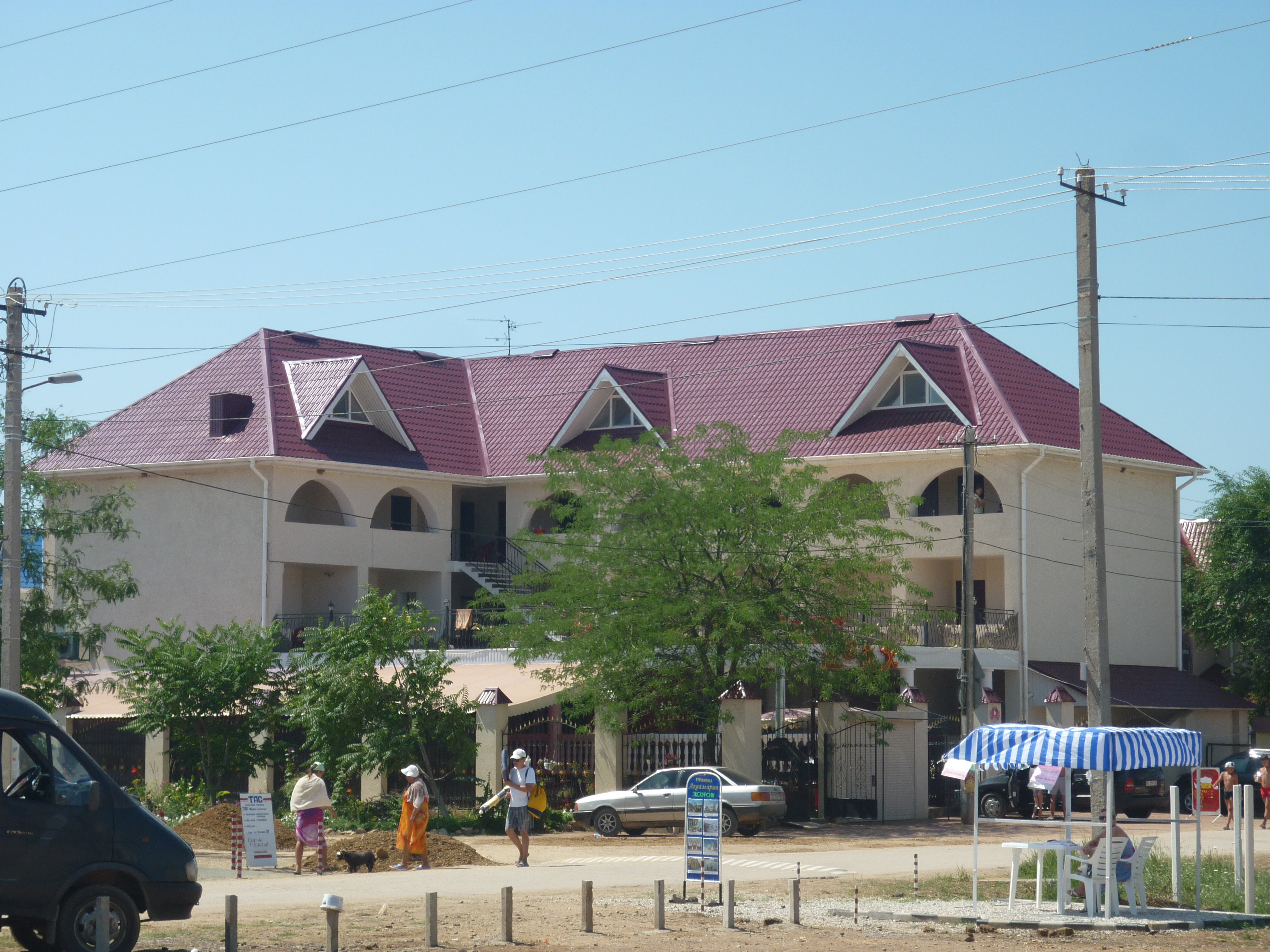
Готель